# Nat (nordisk mytologi)
 For alternative betydninger, se Nat (flertydig). (Se også artikler, som begynder med Nat)
I nordisk mytologi er Nat datter af jætten Narfe. Har med Delling sønnen Dag.